# Willy Johannmeyer
Willy Johannmeyer (27 de julho de 1915 - 14 de abril de 1970) foi um oficial alemão que serviu no Exército e depois na SS nazista durante a Segunda Guerra Mundial. Ele recebeu a medalha Cruz de Ferro por bravura e enquanto o Terceiro Reich desmoronava, foi o último conselheiro militar (Heeresadjutant) de Adolf Hitler.